# Archibald MacLeish

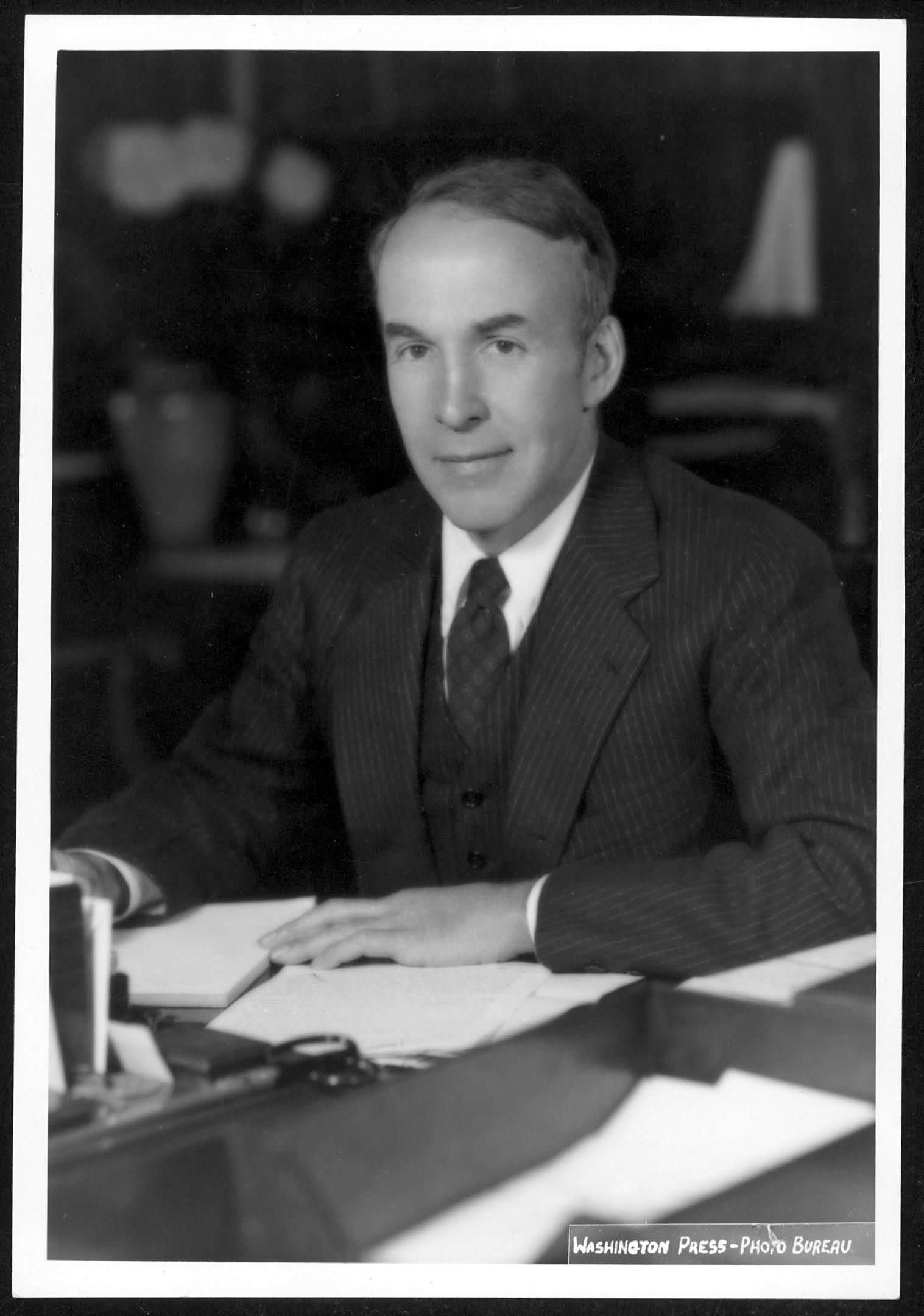
Archibald Macleish

Archibald MacLeish (Glencoe, 7 mei 1892 - Boston, 20 april 1982) was een Amerikaanse dichter en schrijver, en vervulde daarnaast ook de functies van Librarian of Congress en assistent-staatssecretaris (in de periode 1944-1945). Hij wordt geassocieerd met de modernistische school van de poëzie en kreeg drie Pulitzerprijzen voor zijn werk. 
Uit veel van zijn werk blijkt zijn bezorgdheid over het vrijwaren van de liberale democratie. Zo schreef hij in de jaren dertig over de dreiging van het fascisme. In werken als The Fall of the City (1937), The Air Raid (1938), America Was Promises (1939) en The Irresponsibles (1940) probeerde hij zijn medeburgers te wijzen op het naderend gevaar.
In 1933 werd hem de Pulitzerpijs voor poëzie toegekend voor Conquistador, over de verovering en exploitatie van Mexico. Ook zijn Collected Poems 1917-1952, gepubliceerd in 1952, werd bekroond met een Pulitzerprijs voor poëzie. Zijn laatste Pulitzer won hij in 1959 met zijn versdrama J.B. 

## Werk

### Poëziebundels
- Class Poem (1915)
- Songs for a Summer's Day (1915)
- Tower of Ivory (1917)
- The Happy Marriage (1924)
- The Pot of Earth (1925)
- Nobodaddy (1926)
- The Hamlet of A. Macleish (1928)
- Streets in the Moon (1928)
- Einstein (1929)
- New Found Land (1930)
- Conquistador (1932)
- Elpenor (1933)
- Frescoes for Mr. Rockefeller's City (1933)
- Poems, 1924–1933 (1935)
- Actfive and Other Poems (1948)
- Collected Poems (1952)
- Songs for Eve (1954)
- The Collected Poems of Archibald MacLeish (1962)
- The Wild Old Wicked Man and Other Poems (1968)
- The Human Season, Selected Poems 1926–1972 (1972)
- New and Collected Poems, 1917–1976 (1976)

### Proza
- Jews in America (1936)
- Public Speech (1936)
- America Was Promises (1939)
- The Irresponsibles: A Declaration (1940)
- The American Cause (1941)
- A Time to Speak (1941)
- American Opinion and the War: the Rede Lecture (1942)
- A Time to Act: Selected Addresses (1943)
- Freedom Is the Right to Choose (1951)
- Art Education and the Creative Process (1954)
- Poetry and Experience (1961)
- The Dialogues of Archibald MacLeish and Mark Van Doren (1964)
- The Eleanor Roosevelt Story (1965)
- A Continuing Journey (1968)
- Champion of a Cause: Essays and Addresses on Librarianship (1971)
- Poetry and Opinion: the Pisan Cantos of Ezra Pound (1974)
- Riders on the Earth: Essays & Recollections (1978)
- Letters of Archibald MacLeish, 1907–1982 (1983)

### Toneel
- Union Pacific (ballet) (1934)
- Panic (1935)
- The Fall of the City (1937)
- Air Raid (1938)
- The Land of the Free (1938)
- Colloquy for the States (1943)
- The American Story: Ten Broadcasts (1944)
- The Trojan Horse (1952)
- This Music Crept By Me on the Waters (1953)
- J.B. (1958)
- Three Short Plays (1961)
- An Evening's Journey to Conway (1967)
- Herakles (1967)
- Scratch (1971)
- The Great American Fourth of July Parade (1975)
- Six Plays (1980)

- Bibsys: 90262163
- Biblioteca Nacional de España: XX1011096
- Bibliothèque nationale de France: cb12028454t (data)
- Catàleg d'autoritats de noms i títols de Catalunya: 981058517096806706
- CiNii: DA01053658
- Digitale Bibliotheek voor de Nederlandse Letteren: macl018
- Gemeinsame Normdatei: 11857597X
- International Standard Name Identifier: 0000 0001 1030 3724
- Library of Congress Control Number: n80015459
- Nationale Bibliotheek van Letland: 000272084
- MusicBrainz: e5211fa3-122b-4f96-b8af-a9880762fe6c
- National Archives and Records Administration: 10581374
- Nationale Bibliotheek van Tsjechië: skuk0003863
- Nationale bibliotheek van Australië: 36020752
- Nationale Bibliotheek van Israël: 987007264857505171
- Nationale en Universitaire bibliotheek Zagreb: 000054295
- Nederlandse Thesaurus van Auteursnamen: 068357001
- Réseau des bibliothèques de Suisse occidentale: 02-A003546843
- Istituto Centrale per il Catalogo Unico: CUBV095576
- LIBRIS: 248004
- SNAC: w6z899r8
- Système universitaire de documentation: 028452178
- Trove: 1189121
- Virtual International Authority File: 85172667
- WorldCat: E39PBJvMCXdDpmPptTG734Cfbd